# Jan Werich

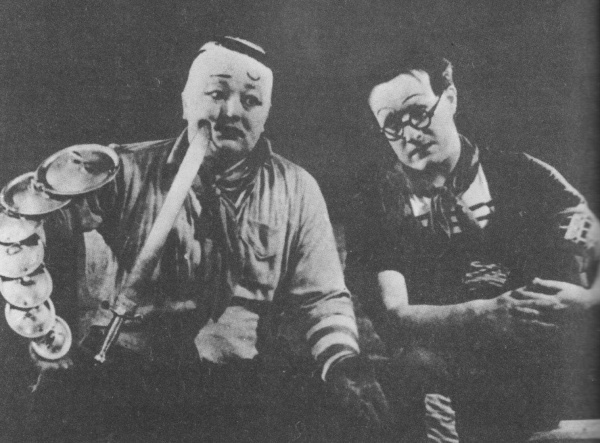
Jan Werich (links) mit seinem Freund Jiří Voskovec

Jan Werich (* 6. Februar 1905 in Prag; † 31. Oktober 1980 ebenda) war ein tschechischer Schauspieler, Dramatiker und Schriftsteller.

## Leben
Nach der Gymnasialausbildung studierte Werich zunächst von 1924 bis 1927 Jura an der Karlsuniversität Prag. Das Studium gab er jedoch bald auf, um mit seinem Freund Jiří Voskovec ein kleines Theater zu gründen. Später kam der Komponist und Dirigent Jaroslav Ježek als Musikdirektor hinzu. Am 19. April 1927 wurde das Osvobozené divadlo (Befreites Theater) in der Umělecká beseda auf der Prager Kleinseite mit der Vest Pocket Revue eröffnet. Später zog das Theater in den Palast U Nováků in einer Seitenstraße des Wenzelsplatzes um, wo es bis zu seinem Ende 1938 residierte. Inspiriert von Dada, Surrealismus, antiker Tragödie und Freude am Absurden bildete das O.D. eine deutlich linksgerichtete Stimme in der ersten tschechoslowakischen Republik. 1931 hatte Werich sein Debüt als Filmschauspieler und Drehbuchautor von Pudr a benzin unter der Regie von Jindřich Honzl.
Mit dem Einmarsch der Deutschen 1938 wurden Werich, Voskovec und Ježek ins Exil nach New York gezwungen. Im Gegensatz zu Voskovec kehrte Werich nach dem Krieg in die Tschechoslowakei zurück, wo er in Klement Gottwalds stalinistischem Staat sehr schnell veränderte Bedingungen vorfand. Er begann eine Zusammenarbeit mit Miroslav Horníček, führte erneut alte O.D.-Stücke auf und realisierte mit dem Marionetten- und Trickfilmkünstler Jiří Trnka moderne Märchen. Er spielte in zahlreichen Märchenfilmen und Serien und trat auch weiterhin im Theater auf. 1963 erhielt er den Darstellerpreis des Fernsehfestivals in Monte Carlo für seine Rolle in dem Fernsehfilm Medvěd.
1967 war Werich für die Rolle des Bösewichts Blofeld in dem James-Bond-Film Mal lebt nur zweimal engagiert worden. Nach einigen Drehtagen wurde den Produzenten jedoch klar, dass Werich viel zu freundlich wirkte, um als Bond-Widersacher zu überzeugen. Er wurde kurzfristig durch Donald Pleasence ersetzt, der wiederum im fertigen Film von einigen Kritikern als „nicht böse genug“ kritisiert wurde. Offiziell sprach man davon, dass Werich plötzlich erkrankt sei und die Rolle deshalb nicht spielen könne.
1968 floh er nach der sowjetischen Invasion nach Wien, kehrte aber bald wieder zurück.
Er war mehrfacher Staatspreisträger. In den letzten Jahren litt er unter beschränkten Auftrittsmöglichkeiten, obwohl er in der Öffentlichkeit ausgesprochen populär war. Vom Kehlkopfkrebs gezeichnet starb er 1980 in Prag. Er ist begraben auf dem Olšany-Friedhof in Prag. Der Asteroid (2418) Voskovec-Werich wurde nach ihm und Jiří Voskovec benannt.

## Filmografie
Darsteller
- 1934: Bei uns in Krähwinkel (U nás v Kocourkově)
- 1934: Hej-Rup!
- 1937: Svět patří nám
- 1950: Der Fall von Berlin (Padenije Berlina) (2 Teile)
- 1951: Der Kaiser und sein Bäcker (Císařův pekař a pekařův císař) – auch Drehbuch
- 1955: Es war einmal ein König (Byl jednou jeden král) – auch Drehbuch
- 1958: Die Erschaffung der Welt (Stvorení sveta)
- 1961: Italienisches Capriccio
- 1961: Baron Münchhausen (Baron Prášil)
- 1963: Wenn der Kater kommt (Až přijde kocour)
- 1967: Die 25. Stunde (La vingt-cinquième heure)
- 1967: Geheimauftrag K (Assignment K)
- 1972: Pan Tau

Literarische Vorlage
- 1983: Verschenktes Glück (Tri veterani)
- 1997: Rumpelstilzchen & Co. (Rumplcimprcampr)

Drehbuch
- 1953: Das Geheimnis des Blutes (Tajemstvi krve)